# Elektrotechnikoffizier
Der Elektrotechnikoffizier (EO) ist ein Abschnittsleiter für die Schiffselektrik an Bord eines Kriegsschiffes der Deutschen Marine, d. h. der gesamten elektrischen Anlage von den E-Dieseln bis zu der Beleuchtung. Er ist dabei truppendienstlich dem Hauptabschnittsleiter des Hauptabschnitts 200 (Schiffstechnik), dem Schiffstechnischen Offizier (STO) und disziplinarrechtlich dem Ersten Offizier des Schiffes unterstellt.
Für die Besetzung des Dienstposten sind  gemäß Stärke- und Ausrüstungsnachweisung (StAN) in der Regel Offiziere im Dienstgrad Leutnant zur See bis Oberleutnant zur See des Truppendienstes vorgesehen. Selten wird der Dienstposten auch von einem Offizier des militärfachlichen Dienstes übernommen. Regelmäßig übernimmt der Elektrotechnische Offizier auch Aufgaben als Wachleiter Schiffstechnik (WST) auf See und im Hafen.
Ihm unterstellt sind die Elektrotechnikmeister sowie mehrere Unteroffiziere und Mannschaften.